# 新加坡驻香港总领事馆
新加坡共和国驻香港特别行政区总领事馆 （英語：Consulate General of the Republic of Singapore in Hong Kong），是位于香港特别行政区的外交代表机构，是新加坡共和国驻中华人民共和国的六座使领馆之一。其前身为1988年设立于英属香港时期的新加坡驻香港专署，随着香港于1997年7月1日主权移交，改名为新加坡驻香港特区总领事馆。

## 领馆信息
新加坡驻香港总领事馆的辖区包括香港特别行政区和澳门特别行政区，致力于为港澳地区新加坡公民提供领事援助，并推广新加坡与这两个特区的关系。

### 工作时间
| 周一到周五                     | 周六及周日 |
| ------------------------------ | ---------- |
| 上午9:00到12:30 下午2:00到5:30 | 休息       |

注：香港公共假期及新加坡国庆日（8月9日）不对外办公。

### 领馆官员
| 职务               | 姓名   |
| ------------------ | ------ |
| 总领事             | 王首毅 |
| 领事 (政务）       | 許國榮 |
| 领事 (行政及领事)  | 许嘉倩 |
| 副领事 （新闻）    | 林忠毅 |
| 随员（行政及领事） | 林明慧 |
| 总领事私人助理     | 李英惠 |

### 联系方式
| 电话         | +852-2527-2212                                         |
| 紧急联络电话 | +852-9466-1251                                         |
| 电子邮箱     | singcg_hkg@mfa.sg                                      |
| 传真         | +852-2861-3595                                         |
| 网站         | https://www.mfa.gov.sg/Hongkong （页面存档备份，存于） |